# Tatsiana Stukalava
Tatsiana Stukalava –en bielorruso, Тацяна Стукалава– (Vitebsk, URSS, 3 de octubre de 1975) es una deportista bielorrusa que compitió en halterofilia. Participó en los Juegos Olímpicos de Atenas 2004, obteniendo una medalla de bronce en la categoría de 63 kg.

## Palmarés internacional
| Juegos Olímpicos | Juegos Olímpicos | Juegos Olímpicos  | Juegos Olímpicos |
| Año              | Lugar            | Medalla           | Categoría        |
| ---------------- | ---------------- | ----------------- | ---------------- |
| 2004             | Atenas (Grecia)  | Medalla de bronce | 63 kg            |